# Aphyle cuneata
Aphyle cuneata là một loài bướm đêm thuộc phân họ Arctiinae, họ Erebidae.